# Katherine Dunham
Katherine Dunham (também conhecida como Kaye Dunn - 22 de Junho de 1909 – 21 de maio de 2006) foi uma bailarina, coreógrafa (criadora da Técnica Dunham), autora, educadora, antropóloga e ativista social afro-americana. Dunham teve uma carreira bem sucedida nos teatros europeus e afro-americanos do século 20. Dirigiu sua própria companhia de dança por muitos anos. Ela foi conhecida como a "matriarca e rainha-mãe da dança preta".
Ao mesmo tempo em que era estudante da Universidade de Chicago, Dunham comandava uma escola de dança e se apresentava como dançarina. Após ganhar uma bolsa, foi para o Caribe estudar dança e etnografia. Após seu retorno aos Estados Unidos, se graduou e começou seu mestrado em antropologia. Todavia não obteve o título de mestre, tendo abandonado a carreira acadêmica para seguir carreira profissional na dança. 
No auge de sua carreira, entre as décadas de 1940 e 1950, Dunham foi reconhecida amplamente na Europa e América Latina e era muito popular nos Estados Unidos. O jornal The Washington Post lhe deu o título de "Katherine, a grande dançarina". Por quase 30 anos ela manteve a Katherine Dunham Dance Company, por muito tempo a única companhia de dança afro-americana auto sustentada. Ao longo de sua carreira, Dunham coreografou mais de noventa dançarinos. Ela foi inovadora na área da dança moderna afro-americana e uma líder no campo da antropologia da dança ou etnocoreologia. Também desenvolveu a Técnica Dunham, método de movimento auxiliar a seus trabalhos de dança. 

## Primeiros anos
Katherine Mary Dunham nasceu em 22 de junho de 1909 em um hospital de Chicago e foi levada, ainda criança, para a casa de seus pais em Glen Ellyn, Illinois, cerca de 40 quilômetros a oeste de Chicago. Seu pai, Albert Millard Dunham, era descendente de indivíduos escravizados da África Ocidental e de Madagascar. Sua mãe, Fanny June Dunham (nascida Taylor), de descendência franco-canadense, morreu quando Dunham tinha três anos. Ela tinha um irmão mais velho, Albert Jr., de quem era muito próxima. Alguns anos depois, quando seu pai se casou novamente, a família mudou-se para um bairro predominantemente branco em Joliet, Illinois. Lá, Albert Dunham Sr. teve uma lavanderia a seco.
Dunham começou a se interessar por escrever e dançar desde muito jovem. Em 1921, um conto que ela escreveu quando tinha 12 anos, chamado "Come Back to Arizona", foi publicado no volume 2 do The Brownies 'Book'.
Ela se formou na Joliet Central High School em 1928, onde praticou beisebol, tênis, basquete e atletismo; serviu como vice-presidente do Clube Francês e fez parte da equipe do anuário. No colégio, ela se juntou ao Clube Terpsicoreano e começou a aprender um tipo de dança moderna baseada em ideias europeias de autores como Émile Jaques-Dalcroze e Rudolf von Laban. Aos 15 anos, organizou "The Blue Moon Café", um cabaré para arrecadar dinheiro para a Igreja Metodista de Brown em Joliet, onde fez sua primeira apresentação pública. Quando ainda era estudante do ensino médio, abriu uma escola particular de dança para crianças negras. 

## Antropóloga na academia
Depois de completar seus estudos no Joliet Junior College, Dunham mudou-se para Chicago para se juntar a seu irmão Albert, que estava cursando filosofia na Universidade de Chicago. Em uma palestra de Robert Redfield, um professor de antropologia, ela aprendeu que muito da cultura negra na América moderna começou na África. Com isso, decidiu se formar em antropologia e estudar as danças da diáspora africana. Além de Redfield, ela estudou com antropólogos como  Radcliffe-Brown, Edward Sapir e Bronisław Malinowski. Sob sua tutela, ela se mostrou muito promissora nos estudos etnográficos da dança.
Em 1935, Dunham recebeu bolsas de viagem das fundações Julius Rosenwald e Guggenheim para realizar estudos etnográficos das formas de dança do Caribe, especialmente as manifestadas na prática Vodu do Haiti. A colega estudante de antropologia Zora Neale Hurston também fez trabalho de campo no Caribe. Dunham também recebeu uma bolsa para trabalhar com o professor Melville Herskovits, da Northwestern University, cujas ideias sobre a retenção da cultura africana entre os afro-americanos serviram de base para as pesquisas de Dunham no Caribe
Seu trabalho de campo no Caribe começou na Jamaica, tendo morado por vários meses na remota vila quilombola de Accompong, nas montanhas de Cockpit Country. Mais tarde, ela descreveu suas experiências na região no livro  Journey to Accompong. Em seguida, viajou para a Martinica e para Trinidad e Tobago em estadias curtas, principalmente para fazer uma investigação sobre o xangô. No início de 1936, Dunham chega ao Haiti para a sua a primeira de suas muitas estadas que faria naquele país ao longo de sua vida.
Enquanto estava no Haiti, Dunham investigou os rituais Vodu e fez extensas notas de pesquisa, particularmente sobre os movimentos de dança dos participantes. Anos mais tarde, após extensos estudos e iniciações, ela se tornou um mambo da religião. Também fez amizade com, entre outros, Dumarsais Estimé, então político de alto nível, que se tornaria presidente do Haiti em 1949. Ela o ajudou mais tarde, com risco considerável para sua vida, quando ele foi perseguido por suas políticas progressistas e enviado para o exílio na Jamaica após um golpe de Estado.
Dunham retornou a Chicago no final da primavera de 1936. Em agosto, ela recebeu o diploma de bacharel em filosofia, tendo a antropologia social como sua principal área de estudo. Ela foi uma das primeiras mulheres afro-americanas a frequentar essa faculdade e concluir a formação. Em 1938, usando materiais coletados durante sua viagem de pesquisa pelo Caribe, Dunham apresentou uma tese intitulada As Danças do Haiti: Um Estudo de seus aspectos materiais, organização, forma e função, para o Departamento de Antropologia da Universidade de Chicago como parte dos requisitos para obter o título de mestre, mas nunca concluiu o curso ou fez os exames exigidos para obter o grau. Dedicada à performance de dança assim como à pesquisa antropológica, Kaye percebeu que tinha que escolher entre as duas. Embora Dunham tenha recebido outra bolsa da Fundação Rockefeller para prosseguir seus estudos acadêmicos, ela escolheu dedicar-se exclusivamente à dança, desistindo de seus estudos de pós-graduação ao partir para a Broadway e Hollywood.

## Katherine Dunham e o combate institucional ao racismo no Brasil
Em julho de 1950 Katherine Dunham e companhia de dança faziam uma turnê pelo Brasil quando a artista foi impedida de se hospedar no prestigioso Hotel Esplanada, em São Paulo, por ser uma "mulher de cor". Essa discriminação, que Dunham denunciou no intervalo de sua primeira apresentação no país, em 11 de julho no Teatro Municipal de São Paulo, deu impulso para que o deputado federal Afonso Arinos (UDN-MG) propusesse ao Congresso uma lei tornando contravenção penal algumas práticas de discriminação baseadas em raça ou cor. Escreveu o deputado na justificativa do projeto de lei:
“A tese da superioridade física e intelectual de uma raça sobre outras, cara a certos escritores do século passado, como Gobineau, encontra-se hoje definitivamente afastada graças às novas investigações e conclusões da antropologia, da sociologia e da história. Atualmente ninguém sustenta a sério que a pretendida inferioridade dos negros seja devida a outras razões que não ao seu status social. Urge que o Poder Legislativo adote as medidas convenientes para que as conclusões científicas tenham adequada aplicação”.
O projeto não enfrentou resistências durante sua tramitação, sendo a lei assinada pelo presidente Getúlio Vargas em 3 de julho de 1951, a Lei nº 1.390 ganhando o apelido de "Lei Afonso Arinos". Foi o primeiro dispositivo legal criado no Brasil para combater, via punição, atos de discriminação racial.

Seu artigo 1º afirma:
Art. 1º Constitui contravenção penal, punida nos têrmos desta Lei, a recusa, por parte de estabelecimento comercial ou de ensino de qualquer natureza, de hospedar, servir, atender ou receber cliente, comprador ou aluno, por preconceito de raça ou de côr. 
Parágrafo único. Será considerado agente da contravenção o diretor, gerente ou responsável pelo estabelecimento.
Além do projeto de lei (protocolado na semana seguinte ao fato), o incidente também gerou manifestação enérgica do sociólogo Gilberto Freyre, então deputado federal (UDN-PE), uma vez que contradizia diretamente sua tese acerca da "democracia racial" que supostamente imperava no Brasil. Em um pronunciamento exaltado, Freyre sustentou o argumento de sua principal obra, o ensaio Casa Grande e Senzala, de 1933:
Se é certo que um hotel da capital de São Paulo recusou acolher como hóspede a artista norte-americana Katherine Dunham por ser pessoa de cor, o fato não deve ficar sem uma palavra de protesto nacional nesta Casa. Entre nossas responsabilidades, está a de vigilância democrática. Este é um momento em que o silêncio cômodo seria uma traição aos nossos deveres de representantes de uma nação que faz do ideal (se não sempre da prática) da democracia social, inclusive a étnica, um dos seus motivos de vida, uma das suas condições de desenvolvimento.